# Басманов, Пётр Фёдорович
Пётр Фёдорович Басма́нов (ум. 17 (27) мая 1606) — боярин и воевода, старший сын и внук известных опричников, его отец Ф. А. Басманов был фаворитом Ивана Грозного.
Отец Петра был предположительно казнён или отправлен в ссылку по приказу Ивана Грозного, после чего его мать — дворянка Басманова (урожденная Варвара Васильевна Сицкая, племянница покойной царицы Анастасии Романовой) вторично вышла замуж за боярина, князя В. Ю. Голицына или за одного из князей Иванов Константиновичей Курлятевых, вероятно, за старшего. В любом случае, отчим воспитал обоих сыновей Басманова в своей семье, как родных детей.

## Биография
Впервые упомянут в царской свите в чине рынды «у другого копья» во время похода к Нарве (1590), в том же году получил чин стольника (с 1590 года). В апреле 1599 года привёл передовой полк в Новисиль в связи с нападением хана Казы-Гирея Боры на южную границу, после чего руководил постройкой крепости Валуйки. Пожалован в окольничие (с 1601 года), при Борисе Годунове сделал блестящую карьеру, служа при дворе и участвуя во многих церемониях. В 1603 отправлен 1-м воеводой в Ивангород. Тогда же с ним местничался 2-й воевода князь Г. П. Ромодановский, но спор проиграл «и государь …Борис Фёдорович…указал князю Григорью Ромодановскому и впредь быть меньше окольничего Петра Фёдоровича Басманова». В 1604 году за мужественную оборону Новгорода-Северского от войск Лжедмитрия I пожалован в бояре и богато награждён царем Борисом — вызван в Москву, для чего были посланы собственные сани царя, он был встречен знатнейшими боярами. Из рук царских он получил золотое блюдо с червонцами, множество серебряных сосудов, богатое поместье, сан думного боярина и деньгами 2 тысячи рублей (около 10 миллионов в современных деньгах). После смерти Годунова (апрель 1605 г.) он присягнул новому царю Фёдору Борисовичу Годунову и, опираясь на свои заслуги перед прежним царем и поддержку боярства, пытался добиться назначения главным воеводой над царским войском и положения единственного царского советника. Однако и влиятельный боярин из рода Годуновых — С. Н. Годунов добился назначения на это место своего зятя — князя А. А. Телятевского-Хрипуна, а Басманов был отдален от двора и назначен вторым воеводой царских войск, осаждавших занятые сторонником самозванца Лжедмитрия, донским атаманом Корелой, город Кромы. Между тем по понятиям местничества Басманов, отец которого при Иване Грозном занимал более высокий пост, чем дед Телятевского, видел в этом смертельную обиду своей чести. Обида подтолкнула Басманова к измене Годуновым. 7 мая 1605 года Басманов внезапно перешёл на сторону самозванца и был включён в состав его правительства. Своей изменой Басманов открыл Лжедмитрию путь на Москву. Немаловажную роль в измене сыграло близкое родство Басманова с инициаторами заговора под Кромами — князьями Голицыными. В дальнейшем Басманов был одним из ближайших сподвижников Лжедмитрия до последней минуты. В 1606 г. Басманов во время восстания москвичей с саблей в руках встал в дверях загородив вход к Лжедмитрию, но был убит М. И. Татищевым. Следом был убит и Лжедмитрий. Обнажённые трупы Басманова и самозванца были выставлены на всеобщее обозрение на Лобном месте.

Покойного Дмитрия, мертвого и нагого, протащили мимо монастыря императрицы — его матери — до площади… и положили сказанного Дмитрия на стол длиной около аршина, так что голова свешивалась с одной стороны и ноги — с другой, а сказанного Петра Басманова положили под сказанный стол
— Жак Маржерет.
Только через несколько дней его сводный брат князь Голицын получил позволение похоронить тело у церкви Николы Мокрого. Потомства не оставил, на том закончив историю рода Басмановых.

## В искусстве
Пётр Басманов является одним из действующих лиц трагедии А. С. Пушкина «Борис Годунов». В снятом по ней одноименном фильме (режиссёр Сергей Фёдорович Бондарчук) роль Басманова исполнил Анатолий Васильев.
События смутного времени описаны в книге Дарина Д. А. «Смута» (М.: Вече, 2023. — с. 520, тираж 1000 экз. ISBN 978-5-4484-4219-3)